# 李觀象
李觀象，桂林临桂（今广西桂林市）人，五代十国后期湖南政权（武平军节度使）官员。
他在武平节度使劉言麾下担任掌書記。当時马希崇将其兄楚国君王马希萼囚禁在衡山，刘言派兵到潭州討其篡奪之罪，李觀象对刘言说：“马希萼舊將都在長沙，现在一定不想與刘公你爲鄰。不如先讨伐马希崇，取其首级，然後再圖潭州。”刘言听從。於是马希崇送楊仲敏等人的首级於軍前，刘言从此开始有夺取整个湖南之勢。刘言死后，李觀象事奉周行逢，周行逢任命他为掌书记、節度副使。周行逢残酷多杀，李觀象害怕惹禍，于是清苦自励，以求知遇，住在楮幕，卧楮被，帐帏、寝衣都用纸做。周行逢信任他，軍府之事，無论輕重都被他参与決断。李观象涉经史，有文辞，忌才妒能，湖南士人多被他排斥。零陵儒士蔣密喜欢作诗，诗題桑叶：“綺羅因片葉，桃李漫同時。”李觀象听说后，说：“这是我的诗，蔣密怎么能作。”周行逢临终托以后事，令其子周保權善待李觀象。張文表作亂，宋師压境。李观象对周保权说：“我们請王師討伐張文表，張文表已破，王師不還，豈非朝廷將要出兵南土？我國所恃的是北境江陵，现在江陵高氏拱手听命，则朗州不能独全，不若归朝，子孙不失富贵。”湖南平定后，宋太祖嘉赏李觀象勸降之功，任命他为左补阙。